# Adélia Engrácia de Oliveira
Adélia Maria Engrácia Gama de Oliveira Rodrigues CONMC é uma antropóloga brasileira com mais de 40 anos de experiência em estudos etnográficos entre grupos indígenas e caboclos da região Amazônica. Foi diretora-geral do Museu Paraense Emilio Goeldi (MPEG) entre os anos de 1995 e 1999. Por suas contribuições à Ciência e à Tecnologia, recebeu a medalha de Comendadora da Ordem Nacional do Mérito Científico em 1998.

## Educação e carreira
Nos anos 1950, Oliveira fez parte do Centro Latino Americano de Pesquisas em Ciências Sociais, da então Universidade do Brasil — atual Universidade Federal do Rio de Janeiro (UFRJ) —, onde desenvolveu pesquisas nos morros e favelas da cidade do Rio de Janeiro. Em 1960, formou-se em Ciências Sociais pela Faculdade Nacional de Filosofia da mesma instituição.
No ano de 1965, iniciou sua dedicação ao estudo de populações indígenas e caboclas da região Amazônica brasileira, em especial aquelas localizadas nas regiões dos rios Negro, Madeira e Xingu. Em 1969, obteve o grau de Doutora em Etnografia do Brasil, pela Faculdade de Filosofia, Ciências e Letras de Rio Claro, no interior do estado de São Paulo. Ao longo da carreira acadêmica, também fez estágios no Instituto de Antropologia Social da Universidade de Oxford na Inglaterra e no Centro Brasileiro de Pesquisas Educacionais, no Rio de Janeiro.
Seus primeiros empregos foram como pesquisadora da Fundação Getúlio Vargas (FGV) no Rio de Janeiro e na Universidade de Brasília (UnB). Em 1983, passou a Chefe do Departamento de Ciências Humanas do Museu Paraense Emílio Goeldi (MPEG), localizado em Belém no Pará. Em 1991, era auxiliar de pesquisas do Instituto Central de Ciências Humanas (ICGC).
Entre 1995 e 1999, Oliveira foi diretora-geral do Museu Paraense Emilio Goeldi (MPEG), primeiro parque zoobotânico do Brasil e a mais antiga instituição científica da Amazônia e, à época, o segundo museu de história natural brasileiro. Com o incêndio do Museu Nacional (MN) no Rio de Janeiro e a destruição de seu acervo em 2018, o MPEG tornou-se o maior museu de história natural brasileiro.
Entre 1996 e 1998, Oliveira foi membro do Conselho Estadual de Ciência e Tecnologia do Pará, como representante da Sociedade Brasileira para o Progresso da Ciência (SBPC), junto com Jorge Travassos.

## Vida pessoal
Uma de suas netas, de nome Júlia, foi a inspiração para a escrita do livro Vivência Antropológica e Estórias Indígenas quando perguntou: — “Vovó, por que você é velhinha?”

## Prêmio
Em 1998, recebe a medalha de Comendadora da Ordem Nacional do Mérito Científico por suas contribuições prestadas à Ciência e Tecnologia.

## Escritos
Dentre os três livros, cinco capítulos de livros e 34 artigos em periódicos nacionais e internacionais que a antropóloga publicou ao longo de sua carreira, estão:
- 2016 - Vivência Antropológica e Estórias Indígenas.[15]
- 1992 - Amazônia, a Fronteira Agrícola 20 Anos Depois, com Philippe Léna.[16]
- 1992 - O Homem e a Preservação da Natureza.[17]
- 1992 - Ciência Kayapó Alternativas Contra a Destruição.[18][19]
- 1991 - Amazônia, a Fronteira Agricola 20 Anos Depois.[20]
- 1988 - Amazônia: Modificações Sociais e Culturais Decorrentes do Processo de Ocupação Humana (séc. XVII ao XX).[16][21][22]
- 1986 - Autos da Devassa Contra os Índios Mura do Rio Madeira.[23]
- 1986 - Notas sobre a Situação dos Índios Mura.[24]
- 1984 - Co Yvy Ogüerecó Ijara: Esta Terra tem Dono.[17][25]
- 1984 - O Mundo Encantado e Maravilhoso dos Índios Mura.[26]
- 1983 - Ocupação Humana.[27][28][29]
- 1983 - O Homem na Amazônia.[30][31]
- 1983 - As Pesquisas Antropológicas na Amazônia Brasileira e o Papel do Museu Goeldi (Belém-PA).[32]
- 1979 - Depoimentos Baniwa sobre as Relações entre Índios e "Civilizados" no Rio Negro.[33][34]
- 1979 - Antropologia Social e a Política Florestal para o Desenvolvimento da Amazônia.[35][36]
- 1978 - A Terminologia de Parentesco Mura-Pirahã.[37]
- 1977 - Alguns Aspectos da Ergologia Mura-Pirahã, com Ivelize Rodrigues.[38][39][40][41][42]
- 1975 - São João: Povoado do Rio Negro (1972).[43]
- 1975 - A Terminologia de Parentesco Baniwá - 1971.[44]
- 1970 - Os Índios Jurúna do Alto Xingu.[45]
- 1970 - Parentesco Jurúna.[46][47]
- 1969 - A Cerâmica dos Índios Jurúna (Rio Xingu).[48]
- 1968 - Os Índios Jurúna e sua Cultura nos Dias Atuais.[49][50]